# 赤坂長義
赤坂 長義（あかさか ながよし / -ちょうぎ、1921年1月3日 - 1994年6月26日）は、日本の脚本家、映画監督、テレビドラマ演出家、著述家、大学教官である。日本映像学会会員。

## 人物・来歴
1921年（大正10年）1月3日、東京府東京市神田区小川町（現在の東京都千代田区神田小川町）に、神保町の東京堂（現在の東京堂書店）支配人の子息として生まれる。
旧制・第一高等学校在学時の1940年（昭和15年）に、橋川文三と同級であり、橋川に保田與重郎の『後鳥羽院』等の著作を勧めている。自らも詩作を行い、『歴程』同人であった。第二次世界大戦中の1942年（昭和17年）、同校を卒業して東京帝国大学（現在の東京大学）文学部に進学した。
戦後1947年（昭和22年）に設立された映画会社・新東宝に入社、助監督を務める。1950年（昭和25年）、赤坂が執筆したストーリーが採用され、島耕二が『君と行くアメリカ航路』として映画化する。井上梅次らの助監督をつとめる傍ら、島が大映東京撮影所（現在の角川大映撮影所）で撮った『十代の性典』の脚本を書く。新東宝でも、井上や内川清一郎、中川信夫らに脚本を提供する。
1955年（昭和30年）、ラジオ東京テレビ（現在のTBSテレビ）が製作した生放送テレビドラマ『日真名氏飛び出す』の演出家に抜擢される。1957年（昭和32年）には、新東宝でも、『角帽と女子大三人娘』で映画監督としてデビューした。
1961年（昭和36年）5月には、新東宝が製作を停止し、同年8月末には倒産するが、赤坂は、東映製作のテレビ映画『ナショナルキッド』の監督へと転進した。その後、1960年代にわたって、テレビ映画、テレビドラマの脚本を多く執筆するが、1968年（昭和43年）に監督したテレビ映画シリーズ『特別捜査本部』を最後に、テレビ界から離れる。
1980年（昭和55年）前後の時期、雑誌『映画芸術』に関わり、執筆する。このころにはすでに多摩美術大学で教鞭を執っていた。1982年（昭和57年）には日本映像学会第8回大会が同大学で開催され、赤坂はその実行委員長を務めた。
1994年（平成6年）6月26日、多摩美術大学在職中に死去した。満73歳没。

## フィルモグラフィ

### 新東宝時代
- 君と行くアメリカ航路 : 監督島耕二、1950年 - 原作
- 恋の応援団長 : 監督井上梅次、1952年 - 助監督
- 十代の性典 : 監督島耕二、大映東京撮影所、1953年 - 脚本
- 現代処女 : 監督佐伯幸三、大映東京撮影所、1953年 - 脚本
- 半処女 : 監督内川清一郎、1953年 - 脚本
- 娘十六ジャズ祭 : 監督井上梅次、1954年 - 脚本
- ジャズ・オン・パレード1954年 東京シンデレラ娘 : 監督井上梅次、1954年 - 脚本
- 乾杯!女学生 : 監督井上梅次、1954年 - 脚本

- 日真名氏飛び出す : テレビドラマシリーズ、1955年（ - 1962年） - 演出

- 暴力の王者 : 監督内川清一郎、1956年 - 脚本
- 新己が罪 : 監督毛利正樹、1956年 - 助監督
- 人形佐七捕物帖 妖艶六死美人 : 監督中川信夫、1956年 - 脚色
- 波止場の王者 : 監督内川清一郎、1956年 - 原作

- ダイヤル110番 : テレビ映画シリーズ、1957年 - 1964年 - 脚本

- 角帽と女子大三人娘 : 1957年 - 監督・脚本
- 人形佐七捕物帖 大江戸の丑満刻 : 監督中川信夫、1957年 - 脚本
- 怪談 本所七不思議 : 監督加戸野五郎、1957年 - 脚本
- 妖蛇荘の魔王 Yojaso no maō : 監督曲谷守平、富士映画、1957年 - 脚本
- 東芝日曜劇場 第48回『ぶっつけ本番』 : 演出高橋太一郎、テレビドラマ、TBS、1957年 - 脚本
- 美男剣競録 : 1957年 - 監督
- スター毒殺事件 : 1958年 - 監督
- ヌードモデル殺人事件 : 富士映画、1958年 - 監督
- 阿波狸変化騒動 : 監督毛利正樹、1958年 - 脚色
- 東芝日曜劇場 第125回『剣』 : テレビドラマ、TBS、1959年 - 脚本
- 剣姫千人城 : 監督加戸野五郎、1959年 - 脚色
- 十代の曲り角 : 監督小林悟、富士映画、1959年 - 脚本
- サスペンス・タイム『東崎氏の冒険』 : テレビドラマ、日本テレビ、1959年 - 脚本
- サスペンス・タイム『併殺』 : テレビドラマ、日本テレビ、1959年 - 脚本
- 続スーパー・ジャイアンツ 悪魔の化身 : 富士映画、1959年 - 監督
- 続スーパー・ジャイアンツ 毒蛾王国 : 富士映画、1959年 - 監督
- 若い刑事 : テレビドラマ、日本テレビ、1960年 - 脚本
- 寒流 : テレビドラマ、日本テレビ、1960年 - 脚本
- 太陽を抱け : 監督井上梅次、1960年 - 脚本

### テレビ時代
- ナショナルキッド : テレビ映画シリーズ、東映 / NET、1960年 - 1961年 - 監督
- 九千万の明るい瞳 : 生物映画研究会、1961年 - 監督
- 東芝日曜劇場 第220回『悪人往生』 : テレビドラマ、TBS、1961年 - 脚本
- 騎士と女たち : 演出田島直時、テレビドラマ、日本テレビ、1961年 - 脚本
- 人生の四季 第15回『わらび』 : テレビドラマ、日本テレビ、1961年 - 脚本
- 七人の刑事 : テレビドラマシリーズ、TBS、1961年 - 1969年 - 脚本
- 東芝日曜劇場 第278回『探偵女房』 : テレビドラマ、TBS、1962年 - 脚本
- 国際捜査指令 : 監督土居通芳、テレビ映画シリーズ、東映 / NET、1962年 - 脚本
- 人間の條件 : テレビ映画シリーズ、大映テレビ室 / TBS、1962年 - 1963年 - 監督・脚本
- ミステリーベスト21『屋根裏の散歩者』 : テレビ映画、1962年 - 監督・脚本
- 名作推理劇場『警察物語』 : テレビ映画シリーズ、NET
  - 第4話『非情』 : 1963年 - 脚本
  - 第8話『都会』 : 1963年 - 脚本
- おかあさん 第181回『麦の秋』 : 1963年 - 脚本
- 東芝日曜劇場 第366回『女優シリーズ 陰影』 : テレビドラマ、TBS、1963年 - 脚本
- 東芝日曜劇場 第574回『くちなしの花』 : テレビドラマ、TBS、1967年 - 脚本
- 特別捜査本部 : テレビ映画シリーズ、日本テレビ、1968年 - 監督

## ビブリオグラフィ
国立国会図書館検索結果を参照。
- 訳著: 『月世界旅行』、H・G・ウェルズ著、角川文庫、1967年
- シリーズ・現代の子どもを考える 2『テレビ』、稲村博 / 小川捷之編、共立出版、1981年 ISBN 4320094093

## 註
1. 1 2  Akasaka, Chogi （英語）、メリーランド大学カレッジパーク校、2009年11月8日閲覧。
2. 1 2  『CD-人物レファレンス事典 日本編』、「赤坂長義」の項、日外アソシエーツ、2004年。
3. 1 2  『一高時代の橋川文三 - 郷土喪失感情とロマン派体験』、長沢雅春、『白』2号所収、1992年12月。
4. ↑  『現代思想家論』、中島誠、第三文明社レグルス文庫、1972年、p.123.
5. ↑  「歴代の主な同人」、歴程web、歴程、2009年11月8日閲覧。
6. ↑  『映画芸術』、第331号、1979年12月、あるいは同誌、第332号、1980年2月。
7. ↑  第8回大会、赤坂長義、日本映像学会、1982年、2009年11月8日閲覧。
8. ↑  国立国会図書館 NDL-OPAC、国立国会図書館、2009年9月14日閲覧。